# مردیت اسپک
مردیت اسپک (انگلیسی: Meredith Speck؛ زادهٔ ۱ فوریهٔ ۱۹۹۳) بازیکن فوتبال اهل ایالات متحده آمریکا است.
از باشگاه‌هایی که در آن بازی کرده‌است می‌توان به وسترن نیویورک فلش اشاره کرد.